# Castillo de la Laguna
El castillo de la Laguna, también llamado castillo de Zarracotín o Çarracotín en las Relaciones Topográficas de Felipe II, su localización cerca de una laguna, en la localidad de Génave, provincia de Jaén (España), es el origen de su denominación actual. Levantada por los musulmanes entre los siglos XI y XIII, fue posteriormente muy transformada por los cristianos.

## Descripción
Actualmente sólo quedan los restos de una torre construida en tapial de argamasa (tabiyya), de planta rectangular de 6,25 m por 4,40 m. A su alrededor se observan restos de otros muros que probablemente formaran un recinto en el que se incluía la torre. Su estructura y la técnica empleada en su construcción es similar a la utilizada en otras fortificaciones de la comarca.
El trazado de los muros queda adaptado a la configuración de la roca. En la planta inferior se puede ver un zócalo ligeramente peraltado.
La torre parece haber sufrido una importante reparación o fuertes transformaciones puesto que, en uno de sus lados existe un gran paramento de tapial a continuación de un tramo de mampostería. Pudo haberse producido un desprendimiento del cubrimiento de mampostería en este punto, pero la regularidad del plano parece desmentirlo. 
Internamente la torre debió tener, al menos, dos niveles, de los que el superior apoyaría sobre vigas de madera. 
En una fotografía de 1916 publicada en la revista Don Lope de Sosa, se aprecia la existencia de una tercera planta o, más bien una azotea con parapeto, ya desaparecida.

## Historia
Entre los siglos XI y XIII los musulmanes emprendieron un programa sistemático de fortificación, emplazando fortalezas en numerosos lugares y núcleos de población, ante el avance de los ejércitos cristianos por tierras manchegas. Su funcionalidad obedecía a una necesidad clara de control sobre los caminos y los movimientos de las tropas enemigas. La Laguna debió ser una de esas construcciones, aunque posteriormente fue muy transformada por los cristianos, tras la conquista de la zona, probablemente entre 1235 y 1239.
La comarca pasó a manos de la Orden de Santiago, enmarcándose en la Encomienda de Segura de la Sierra, en la que permanecerá a lo largo de toda la Edad Moderna. Génave fue durante todo ese tiempo una zona eminentemente agrícola, a la vez que un lugar de tránsito entre los reinos de Valencia y Murcia y los de Granada, Sevilla y Andalucía.
El castillo de Zarracotín debió abandonarse en fecha muy temprana, pues en las Relaciones de Felipe II de 1575 se describe como un edificio muy antiguo y caído, sin armas ni gente y cuyos restos conservados indican que se hizo en tapiería de hormigón.
Cabe la posibilidad de que este puesto gozara de una mayor importancia estratégica, como sostiene Isaías Morales, quien la considera parte de un entramado de torres para señales, con ahumados.
El castillo de la Laguna se edificó en el llano, delante del paso hoy llamado Collado de los Yesos.
Según Eslava Galán, se trataría de un castillejo sin importancia, un castillo rural con funciones de vigilancia de caminos. El puerto se localiza a más de 12 km de Génave, por lo que se hubiera necesitado un enclave defensivo más cercano. En la ladera oeste del cerro de la Atalaya nace un arroyo que se denomina del Castillo, que pudo tomar su nombre de algún tipo de fortificación situada antiguamente en su entorno, por lo que cabe la posibilidad de que existiese otra torre entre La Laguna y Villarrodrigo.